# Meena Gayen
Meena Gayen (1982) és una dona de Bengala Occidental (Índia). Membre d'una família humil, com que al seu vilatge no hi havia escola només va estudiar fins a quart curs, aleshores es va casar i treballa en l'agricultura. Alhora també col·labora amb l'ONG World Vision India que ajuda als infants dels llogarets pobres. Gràcies al seu lideratge un grup de dones del delta del Sundarbans va construir en 2012 una carretera permanent cap a la seva vila de Tridibnagar, envoltada d'estuaris del riu i de difícil accés. El 2018 fou una de les tres dones hindús inclosa a la llista 100 Women BBC, juntament amb Viji Penkoottu i Rahibi Soma Popere.